# هربرت سيمبسون
هربرت سيمبسون (بالإنجليزية: Herbert Simpson)‏ (29 سبتمبر 1863 بسليفورد في المملكة المتحدة - 29 ديسمبر 1929) هو لاعب كرة قدم بريطاني (وحمل سابقاً جنسية المملكة المتحدة لبريطانيا العظمى وأيرلندا) في مركز الظهير. لعب مع لينكولن سيتي أف سي.